# Polígon equiangular

Un quadrilàter equiangular

En geometria euclidiana, un polígon equiangular és un polígon que té tots els angles en els vèrtexs iguals. Si les longituds dels costats també són iguals, llavors es tracta d'un polígon regular. L'únic triangle equiangular és el triangle equilàter. Els rectangles –incloent-hi el quadrat– són els únics quadrilàters equiangulars.
Per un n-gon equiangular, cada angle mesura 180° − {\displaystyle {\tfrac {1}{n}}}(360°) (teorema dels polígons equiangulars). D'altra banda, el teorema de Viviani sosté el següent:
| La suma de les distàncies d'un punt interior fins als costats d'un polígon equiangular no depèn de la localització d'aquest punt. |

Un polígon cíclic és equiangular si i només si els costats alterns són iguals (és a dir, els costats 1, 3, 5... són iguals i els costats 2, 4, 6... són iguals). Llavors, si n és imparell, un polígon cíclic és equiangular si i només si és regular.